# Zadnia Sieczkowa Turnia
Die Zadnia Sieczkowa Turnia sind ein Berg in der polnischen Hohen Tatra mit 2220 Metern im Massiv des Sieczkowe Turnie. Auf dem Gipfel verläuft die Grenze zwischen den Gemeinden Zakopane im Westen und Bukowina Tatrzańska, konkret den Ortsteil Brzegi, in der Woiwodschaft Kleinpolen im Landkreis Powiat Tatrzański.

## Lage und Umgebung
Unterhalb des Gipfels liegen die Täler Dolina Roztoki, konkret sein Hängetal Dolina Buczynowa, im Osten und Dolina Gąsienicowa, konkret sein Hängetal Dolina Czarna Gąsienicowa, im Westen. Dem Massiv vorgelagert ist der Gipfel Czarny Mniszek.

## Etymologie
Der polnische Name Zadnia Sieczkowa Turnia lässt sich als Hinterer Sieczka-Turm übersetzen. 

## Flora und Fauna
Trotz seiner Höhe besitzt die Zadnia Sieczkowa Turnia eine bunte Flora und Fauna. Es treten zahlreiche Pflanzenarten auf, insbesondere hochalpine Blumen und Gräser. Neben Insekten und Weichtieren sowie Raubvögeln besuchen auch Murmeltiere und Gämsen den Gipfel.

## Tourismus
Die Zadnia Sieczkowa Turnia sind bei Wanderern und Kletterern beliebt. Sie liegt auf dem Höhenweg Orla Perć. 

### Routen zum Gipfel
Der Höhenweg Orla Perć führt über die Zadnia Sieczkowa Turnia vom Bergpass Zawrat zum Bergpass Krzyżne.
- ▬ Ein rot markierter Wanderweg führt vom Kasprowy Wierch über die Gipfel Beskid und Pośrednia Turnia sowie die Bergpässe Liliowe und Świnicka Przełęcz auf die Świnica und weiter zum Höhenweg Orla Perć, der beim Bergpass Zawrat beginnt. Als Ausgangspunkt für eine Besteigung aus den Tälern eignen sich die Berghütten Schronisko PTTK Murowaniec sowie Schronisko PTTK w Dolinie Pięciu Stawów Polskich.

## Belege
- Zofia Radwańska-Paryska, Witold Henryk Paryski: Wielka encyklopedia tatrzańska. Poronin, Wyd. Górskie, 2004, ISBN 83-7104-009-1.
- Tatry Wysokie słowackie i polskie. Mapa turystyczna 1:25.000, Warszawa, 2005/06, Polkart, ISBN 83-87873-26-8.